# Resident Evil: Extinction
Resident Evil: Extinction (conocida como Resident Evil: La Extinción en Hispanoamérica) es una película de 2007 de terror, acción y ciencia ficción, también clasificada como una película apocalíptica y de zombis. Es la tercera entrega de una serie de adaptaciones fílmicas basadas en el videojuego homónimo de survival horror desarrollado por Capcom. La película sigue a la protagonista, Alice, y a un grupo de supervivientes que intentan viajar a través del desierto de Nevada hasta Alaska en un afán de escapar de un apocalipsis zombi. La película fue dirigida por Russell Mulcahy y escrita y producida por Paul W. S. Anderson
Fue estrenada en los Estados Unidos el 21 de septiembre de 2007, recaudando $147.717.833 en todo el mundo. Recibió asimismo muchas críticas negativas por parte de los críticos. La película fue lanzada en DVD y en Blu-ray en Norteamérica el 1 de enero de 2008. La película fue conocida en Japón como Biohazard: Extinction (バイオハザード 絶滅の危機?).
Esta película estaba pensada llamarse al principio Resident Evil: Afterlife según el libreto filtrado 4 años más tarde, pero por razones desconocidas fue renombrada a Resident Evil: Extinction. Aun así, en el 2010 se estrenó la cuarta entrega titulada Resident Evil: Afterlife.

## Argumento
Alice Abernathy despierta en el baño donde supuestamente se había desmayado mientras se duchaba, y encuentra sobre una cama el vestido que llevaba en La Colmena. Al salir, ve una gran sala de lo que parece una mansión y encuentra una foto de ella con su esposo que murió, en el cristal del marco aparece un reflejo que pasa detrás de ella velozmente y esta va a investigar. Poco después, se encuentra en un pasillo similar al que llevaba a la cámara de la Reina Roja en La Colmena, donde habían muerto varias personas cortadas por los láseres. Esquiva varios de ellos saliendo por un conducto de ventilación que estaba abierto, y llega a unos pasillos del hospital de Raccoon City. Poco después, intentando salir de ahí, se encuentra otra trampa que casi la corta por la mitad. Al final, Alice acaba muriendo debido a que del logotipo de Umbrella que había en el suelo sale un aparato mortífero: un platillo que dispara una ráfaga de balas a su alrededor, varias de las cuales impactan en la cintura y el estómago de Alice. Después, el Dr. Isaacs aparece junto con otros empleados de Umbrella, quienes transportan el cuerpo desde una choza en el desierto que sirve de disfraz para las instalaciones y tiran el cuerpo en una zanja donde se hallan los cuerpos de muchos clones de Alice. La choza se encuentra rodeada por una cerca al otro lado de la cual se amontonan miles de no muertos intentando entrar. Después, aparece Alice, la original, que narra cómo la "desinfección" que Umbrella lanzó sobre Raccoon City no logró evitar que el T-Virus infectara a todos los Estados Unidos. Con el tiempo seguiría su expansión por Europa y Asia y el resto del mundo, incluso el planeta comenzaba a desertizarse y morir ya que el virus actualmente no solo afectaba a los humanos y animales. A continuación se ve a Alice atravesando en moto el desierto de Utah y entrando en Salt Lake City, donde se ve emboscada por unos bandidos en un edificio que era la sede de la estación de radio KLKB quienes la secuestran y encierran en un sótano lleno de perros infectados para divertirse viéndola morir. Alice logra escapar de allí asesinando a los bandidos y se dirige al desierto del sur de Nevada.
Tras ver un vehículo abandonado a un lado de la carretera y a un humano siendo devorado por un no muerto, el antropófago es arrollado por la caravana de vehículos en los que se encuentran Carlos Oliveira, L. J, la enfermera Betty, Otto, K-Mart, Mikey, Chase, Liam y muchos más, comandados por Claire Redfield. En las instalaciones subterráneas de Umbrella en Nevada, el personal ejecutivo de la base se encuentra discutiendo con Albert Wesker por videoconferencia cómo asegurar la superficie para poder subir y terminar su confinamiento. Durante la conversación, el Dr. Isaacs explica que ha descubierto que los zombis pueden estar activos por siglos, y a pesar de poseer el deseo de comer, no lo necesitan realmente, lo que convierte la plaga en algo extremadamente largo, por ello les explica que está intentando replicar el proyecto Alice creando clones y sometiéndolos a situaciones similares a las vividas por la original, con la esperanza de que alguna desarrolle el mismo potencial y habilidades que la original a quien han perdido el rastro desde que huyó y usar su material genético en el desarrollo la investigación del virus T, pero todos prefieren estar completamente seguros y no se fían demasiado de él.
Alice reaparece apuntando a un no muerto que se llamaba Stevie, registra una estación de servicio donde encuentra un hombre ahorcado junto a una radio de onda corta con una bitácora donde explica que ha recibido transmisiones y coordenadas de un lugar donde no hay infección en Alaska, Alice guarda la bitácora y continúa su viaje. El convoy de Claire llega a un motel y Carlos y L.J se adentran en el motel para investigar. L.J se dirige a una habitación donde lo ataca un zombi pero L.J lo liquida y aparece una mujer zombi y lo muerde y Carlos mata a la zombi y la enfermera Betty revisa a L.J y lo invita a cenar y L.J acepta pero no le dice nada de la mordedura.
El Dr. Isaacs experimenta con un no muerto, introduciéndole la sangre de Alice, con lo que el zombi se vuelve un poco más inteligente y más hábil. Sin embargo, la docilidad es solo temporal y en pocos minutos recobra su ferocidad, ahora con una mayor velocidad y fuerza, atacando a los científicos mientras que el Dr. Isaacs huye abandonándolos dentro de la sala de seguridad donde se practicaba el experimento. Otto tiene la habilidad de saber el contenido de las latas de comida con solo agitarlas y Claire se sorprende y Otto le dice que es un arte que se ha perdido y Betty y L.J cenan juntos. Esa noche, mientras duerme a la intemperie, Alice sufre pesadillas y pierde el control de sus poderes que le otorga el virus, destruyendo accidentalmente su motocicleta.
Cuando la caravana, aún en el motel, encuentra una gigantesca bandada de cuervos que han sido infectados por comer cadáveres Claire ordena retirarse, pero la ambulancia de Betty y L.J se ve atorada en la arena y ambos corren al autobús de Otto pero Otto choca el mismo contra un poste y los cuervos atacan destrozando los parabrisas de los vehículos y atacando a las personas. Claire, Carlos, L.J. y Mikey intentan protegerlos para evacuarlos del autobús pero la situación se torna abrumadora. Una chica es atacada por los cuervos y Betty regresa al autobús para rescatar a Liam y se lo da a L.J. Betty ve que Otto está a punto de morir y se encierra en el bus y le dispara a los cuervos pero los cuervos matan a Betty y a Otto. Un hombre con un lanzallamas protege a la gente pero es asesinado y el lanzallamas queda fuera de control y amenaza quemar a la gente, y el lanzallamas se dirige hacia Carlos y una chica pero sorpresivamente Alice aparece y con sus poderes mentales redirige las llamas y calcina la bandada, aunque el gran esfuerzo la hace desmayarse. Esta onda de poder es detectada por los satélites "Reina Blanca", la computadora de la base de Umbrella, quien informa a Isaacs que es posible que se trate de Alice.
El Dr. Isaacs se da cuenta de que no obtiene los resultados que deseaba, así que en una reunión con la cúpula de Umbrella aprovecha para decirles que ha encontrado el proyecto Alice original, el cual es necesario para el desarrollo completo del proyecto, pero estos no le brindan el apoyo necesario ya que creen que la posibilidad que la señal detectada sea de Alice es muy baja, así que decide actuar por su propia cuenta y con una grabación de la voz del presidente de la corporación Umbrella, Albert Wesker, reproduce una orden con la que obtiene un ejército para ir tras Alice. Alice despierta y se encuentra con K-Mart, quien le dice que ella se cambió el nombre por el lugar donde Claire y los otros la encontraron, ya que todos los que sabían su nombre murieron y el cambio era necesario. El grupo ha hecho tumbas para Betty, Otto y otras cinco personas que murieron en el ataque. Alice explica como es que se separó de Carlos y el grupo tras ser resucitada despùés de la destrucción de Raccoon City ya que sabía la estaban rastreando, por lo que ha pasado años viajando por rutas que son puntos ciegos a los satélites Umbrella y Alice y Carlos se abrazan. Carlos y Claire le explican que han reunido esa caravana en busca de un lugar libre de infecciones donde establecerse, pero el viaje es duro y cada vez queda menos gente y suministros, por ello Alice les habla de la bitácora y el lugar en Alaska. Alice, Carlos, Claire, Mikey y Chase se reúnen para hablar y Claire se muestra recelosa de la veracidad del escrito, pero deciden viajar ya que al menos así habrá un propósito para seguir vivos. Carlos dice que la comida se acabó y Chase y Mikey dicen que ellos ya casi no tienen combustible, por ello Claire dice que necesita ir a Las Vegas para obtener provisiones y sobre todo combustible, a pesar de que entrar en una ciudad es un gran peligro.
Una vez allí, encuentran un contenedor que resulta estar lleno de no muertos experimentales que había hecho colocar estratégicamente el Dr. Isaacs para matar a Alice y a los demás interceptores. En dicha batalla muere gran parte de los supervivientes y Alice, Claire, Carlos y Chase disparan contra los zombis. El Dr. Isaacs y sus subordinados logra controlar a Alice mediante el satélite y la inmovilizan. Tres zombis atacan a Mikey y lo matan y Claire les dispara y grita al ver a Mikey muerto. Los zombis persiguen a una mujer escalando la réplica de la Torre Eiffel del Hotel Paris Las Vegas y atacan a Chase y uno lo muerde en el cuello y Chase se lanza con los zombis hacia abajo, cayendo en una viga de la torre, muriendo al instante. L.J se convierte en zombi y trata de morder a K-Mart pero Carlos lo detiene y L.J lo muerde en el brazo y Carlos le dispara a L.J en la cabeza matándolo. Los subordinados del Dr.Isaacs, sin el poder necesario para contener la mente de Alice hace que el satélite se sobrecargue y Alice queda libre para masacrar a los zombis y busca el asentamiento desde donde Isaacs y los soldados la monitorean, una vez allí los aniquila; el Dr. Isaacs logra escapar en el helicóptero que los transportaba pero es atacado por un no muerto experimental. Alice decide no derribar la nave y seguirla, ya que desea usarla para llevar a los ahora muy pocos supervivientes a Alaska.
Uno de los ejecutivos de la base, Alexander Slater, descubre que Isaacs había falsificado las órdenes de Wesker y en consecuencia había salido sin autorización y había hecho que muriera personal militar y va a encararlo, descubriendo que se ha inyectado todo el antivirus intentando contener la infección, sin embargo ya que el zombi que lo mordió había sido usado en experimentos, el efecto fue diferente y estaba mutando aunque mantenía la consciencia e inteligencia. Cuando Alexander intenta asesinar al doctor, este resulta inmune a las balas y crea tentáculos desde su brazo con los que lo mata.
Alice llega a la base de Umbrella y descubre que gracias a las hordas de muertos que rodean las cercas es impenetrable; Carlos se ofrece para abrir una brecha, ya que la infección esta demasiado avanzada y aun con el antídoto no se recuperaría. K-Mart llora y Carlos pide a Claire cuidar del grupo y K-Mart y Claire se abrazan llorando. Alice se despide de Carlos dándole un beso y Carlos conduce un camión cisterna de combustible con explosivos, voltea el camión y enciende un cigarro y el camión estalla matando a parte de los no muertos que rodean el complejo, lo que abre un paso momentáneo hacia la entrada. Claire, K-Mart, Liam y los demás logran escapar en el helicóptero a Alaska con excepción de Alice, que se queda en la base y descubre que no queda nadie vivo en su interior. Allí se encuentra con la IA de la base (la Reina Blanca), y esta le dice que el doctor Isaacs se convirtió en un Tyrant muy poderoso como consecuencia de ser mordido e inyectarse demasiado antivirus. También le explica que si logran destruirlo ambas podrán usar los laboratorios de la instalación y la sangre de Alice para sintetizar una cura definitiva al virus T, cosa que la Reina Blanca desea, ya que controlar el virus es su directiva máxima, indiferente a si es con Umbrella o no. Alice se dirige a los niveles inferiores donde está Isaacs y se enfrasca en una batalla. Para su desgracia, el Tyrant no solo es más fuerte e inmune al daño físico, también posee poderes mentales muy superiores a los suyos. En medio de la pelea, Alice descubre una sala donde se cultivan clones suyo para experimentación, uno de ellos es golpeado por Isaacs y muere en brazos de Alice. Tras una dura batalla, entran en el famoso pasillo láser donde Alice lo atrae para morir allí con él. El rayo láser en modo red parte en pequeños trozos al Tyrant y se detiene antes de llegar a tocar a Alice, gracias a que la clon, que ella creía muerta, lo desactiva a tiempo.
Al final de la película se muestra la ciudad de Tokio, que también está infectada con el T-Virus, y se ve la base de Umbrella subterránea en donde están en junta todos los funcionarios de Umbrella que quedan, liderados por Albert Wesker, quienes dan por perdida la base de Estados Unidos tras 17 horas sin poder comunicarse con ellos. En ese momento aparece Alice mediante un holograma diciendo que va por ellos y que también llevará a unas amigas, quienes resultan ser los cientos de clones de Alice que el Dr. Isaacs había creado y que ella está despertando para formar un ejército. La película termina con los clones a punto de despertar.

## Personajes
- Milla Jovovich como Alice Abernathy: protagonista principal de la película, se esconde de los satélites para no ser encontrada por la Corporación Umbrella sin embargo es divisada por el Dr. Isaacs al detectar sus nuevos poderes que incluyen manipulación de su entorno, se une al convoy de Claire Redfield y encuentra a todos sus clones creados por el Dr. Isaacs.
- Ali Larter como Claire Redfield: líder del convoy de supervivientes que incluyen a dos conocidos por Alice, tras seis meses perdió la mitad del convoy y busca una esperanza para el futuro de las personas afortunadamente la solución está en Alaska, también está en busca de su hermano Chris Redfield, el cual aparece en la cuarta parte de esta serie.
- Oded Fehr como Carlos Oliveira: miembro del convoy liderado por Claire Redfield encargado del armamento y de exploración del terreno, es mordido por LJ convertido en un zombi y finalmente muere al sacrificarse al abrir paso hacia la instalación de Umbrella.
- Iain Glen como Dr. Isaacs: es el antagonista de la película, se encarga de hacer múltiples clones de Alice ya que no tiene el proyecto Alice original para así crear un suero que combata el virus-T, inyecta su suero a zombis experimentales pero resultan ser inestables y es mordido por uno de ellos y finalmente es asesinado por Alice.
- Jason O'Mara como Albert Wesker: segundo antagonista de la película, presidente de la Corporación Umbrella y se presenta en un holograma junto con los miembros del comité.
- Mike Epps como LJ: Miembro del convoy de Claire Redfield y compañero de Chase, es mordido por un zombi pero lo mantiene en secreto, finalmente muere y es convertido en un zombi.
- Spencer Locke como K-Mart: amiga de Claire, es encontrada por ella en un minisuper donde se cambia el nombre por el sitio ya que no le gustaba y todos los que lo sabían murieron.
- Madeline Carroll como Reina blanca: inteligencia artificial (IA) de las instalaciones de Estados Unidos de la Corporación Umbrella y hermana de la Reina Roja (IA) de la Colmena (Resident Evil), se alía con Alice para acabar con el Dr. Isaacs mutante.
- Christopher Egan como Mikey: miembro del convoy liderado por Claire Redfield encargado de monitorear y de transmitir por radio a los supervivientes, conduce una camioneta y es asesinado por los zombis experimentales.
- Linden Ashby como Chase: miembro del convoy liderado por Claire Redfield encargado de almacenar combustible, conduce un tráiler con tanque de gasolina y es asesinado al caer de la Torre Eiffel del hotel París de Las Vegas devastada
- Ashanti Douglas como Betty: miembro del convoy liderado por Claire Redfield encargada de primeros auxilios del convoy, conduce una ambulancia además de ser enamorada de LJ y es asesinada por los cuervos zombis.
- Joe Hursley como Otto: miembro del convoy liderado por Claire Redfield encargado de las provisiones de los supervivientes, conduce un camión escolar y es asesinado por los cuervos zombis.
- Matthew Marsden como Alexander Slater: capitán de las instalaciones de Estados Unidos, es asesinado por el Dr. Isaacs mutante.

## Producción
Fue oficialmente anunciada por Sony ScreenGems el 13 de junio de 2005, meses después de que se estrenara Resident Evil: Apocalipsis en Estados Unidos. Los productores también discutieron si debían seguir esta trilogía con una cuarta película. Finalmente fue confirmada esa cuarta parte, rodada en 3D para poder reproducirla también en cines especializados en esta tecnología.
El 7 de noviembre Davis Film, Constantin Film y Screen Gems anunciaron sus derechos de distribución en todo el mundo. El título previsto era Resident Evil: Afterlife según el libreto filtrado, pero fue cambiado de a Resident Evil: Extinction, con el director Russell Mulcahy ya confirmado. El rodaje comenzó en Mexicali, Baja California, México, en locaciones como la Laguna Salada y San Felipe en mayo de 2006 (después de haber sido acordado para noviembre de 2005, marzo de 2006, abril de 2006 y mayo), y la postproducción se retrasó hasta julio de 2006. Originalmente se quería filmar en Australia. El presupuesto de la película ronda los 45 millones de dólares, y los encargados de los efectos especiales son los Tatopoulos Studios, quienes también trabajaron con la película del año 2006 Silent Hill.

## Publicidad
El primer avance de la película fue estrenado junto con el de Ghost Rider el 16 de febrero de 2007 y fue estructurado de la misma manera en el avance "Regenerar" para Resident Evil: Apocalypse. El sitio web de la película confirmó el 17 de febrero de 2007 la fecha del estreno que fue el 21 de septiembre de 2007.
Algunos lemas usados fueron:
- La apuesta final está en juego.
- La extinción está llegando...
- Luchamos contra la infección... Sobrevivimos al apocalipsis... Ahora nos enfrentamos a la extinción.
- Experimentación... Evolución... Extinción...
- Los muertos necesitan una sola cosa... los vivos.
- Una sola mujer es la última esperanza para la supervivencia.

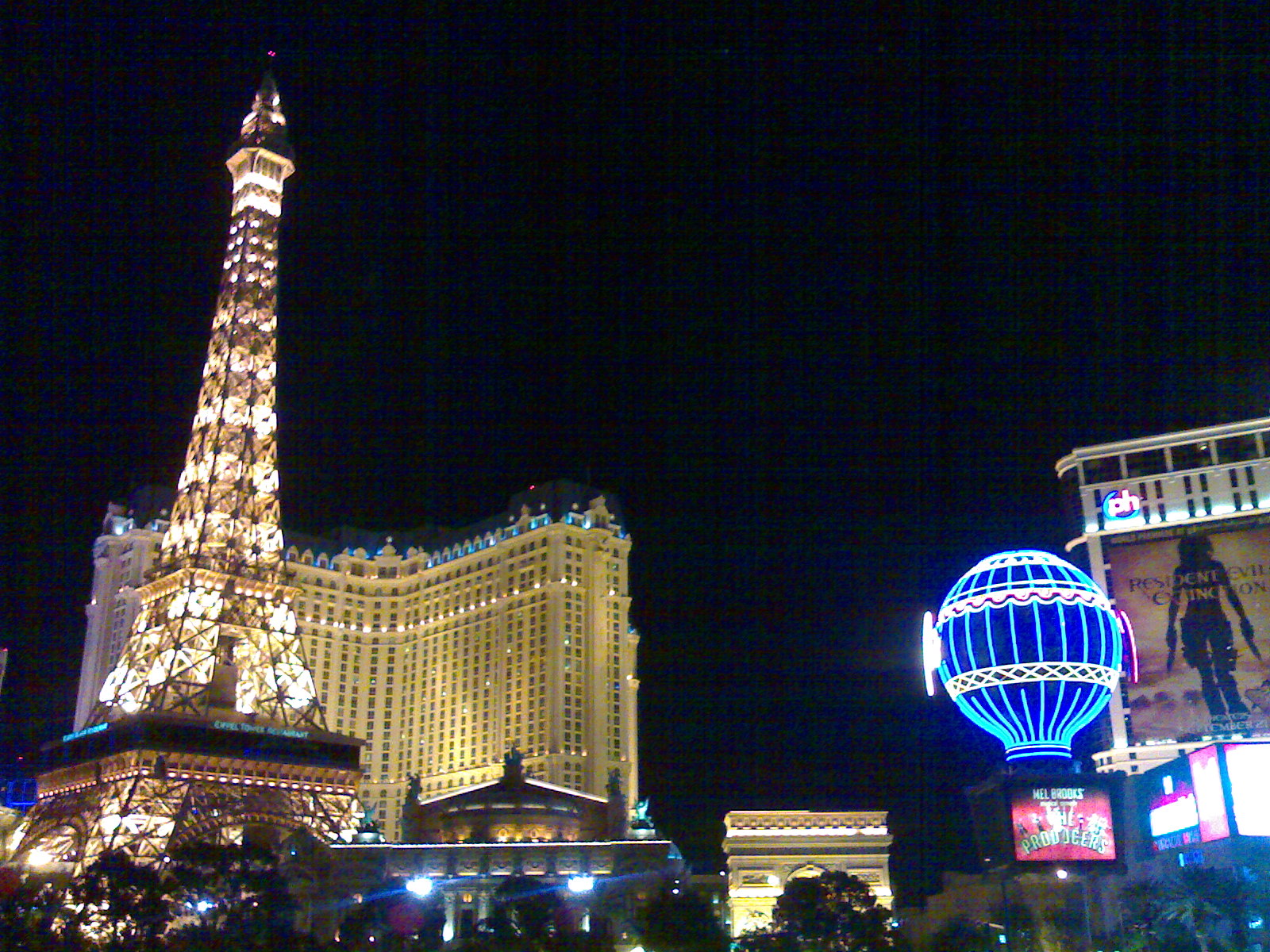
Cartel publicitario en Las Vegas

- Programa: Alice... ACTIVADO.

### Avance de Resident Evil 3: extinción
En un video comercial se muestran los hoteles, centros nocturnos y lugares turísticos de Las Vegas y aparece una modelo que habla durante el video. En ese momento el comercial se traba y sale de la pantalla a la ciudad de Las Vegas devastada y bajo la arena.

### Póster
El póster de la película se filtró en internet a través de un sitio de fanes en mayo de 2007, antes de aparecer en el IGN, considerando que un sitio Web alemán filtró el arte conceptual para extinción incluyendo vehículos y numerosos diseños. El avance oficial de la película se estrenó en el Yahoo! Movie a finales de julio de 2007, con NBC lanzando varias escenas, incluyendo la secuencia del ataque de los cuervos. El sitio de red social, MySpace también incluyó numerosos clips de cuatro de los personajes principales Claire Redfield, Carlos Olivera, La enfermera Betty, y Alice. El sitio oficial de extinción, lanzó un juego en línea, titulado Resident Evil Extinction: Convoy Online Game en agosto de 2007. El 12 de septiembre de 2007, Sony lanzó numerosos clips promocionales y anuncios de televisión.

## Reparto
| Personaje                | Actor Original (EE. UU.) | Actor de voz (España) | Actor de voz (Hispanoamérica) |
| ------------------------ | ------------------------ | --------------------- | ----------------------------- |
| Alice                    | Milla Jovovich           | Alba Sola             | Laura Torres                  |
| Claire Redfield          | Ali Larter               | Marta Barbará         | Liliana Barba                 |
| Carlos Olivera           | Oded Fehr                | Ricky Coello          | Paco Mauri                    |
| Dr. Isaacs               | Glen Iain                | Jordi Ribes           | Humberto Solórzano            |
| Albert Wesker            | Jason O'Mara             | Pep Ribas             | Armando Coria                 |
| L. J.                    | Mike Epps                | Ramón Canals          | Miguel Ángel Ghigliazza       |
| K-Mart                   | Spencer Locke            | Roser Vilches         | Karla Falcón                  |
| Reina blanca             | Madeline Carroll         | Paula Ribó            | Jessica Ángeles               |
| Mikey                    | Christopher Egan         | Hernán Fernández      | Gabriel Ortiz                 |
| Chase                    | Linden Ashby             | Paco Gázquez          | Marcos Patiño                 |
| Betty                    | Ashanti Douglas          | Joël Mulachs          |                               |
| Otto                     | Joe Hursley              | Xavier de Llorens     | Edson Matus                   |
| Capitán Alexander Slater | Matthew Marsden          | Juan Antonio Soler    | Christian Strempler           |
| Capitán de Umbrella      | Gary Hudson              | Luis Grau             |                               |
| Científico               | Kirk B. R. Woller        | Carlos Vicente        |                               |
| Piggy                    | Shane Woodson            | Pedro José Martos     |                               |
| Runty                    | Ramón Franco             | Rafael Parra          |                               |
| Eddie                    | Rusty Joiner             | Pablo Gómez           | Omar Soto                     |
| Pock Mark                | Geoff Meed               | Pablo Gómez           |                               |

## Banda sonora
Se editó en el año 2007 y está compuesta generalmente de canciones de género metal alternativo y metalcore junto a instrumentales para la introducción de los títulos.
Título original: Original Motion Picture Soundtrack - Resident Evil: Extinction
| Nº | Canción                                    | Intérprete                     | Duración   |
| -- | ------------------------------------------ | ------------------------------ | ---------- |
| 1  | Main title                                 | Charlie Clouser                | (00:00:31) |
| 2  | Stupid crazy                               | Shadows Fall                   | (00:04:23) |
| 3  | I'm so sick (T-Virus remix)                | Flyleaf vs. The Legion of Doom | (00:03:03) |
| 4  | My world                                   | Emigrate                       | (00:04:00) |
| 5  | Duality (Project Alice string remix)       | Bayside                        | (00:02:44) |
| 6  | Losing                                     | Charlie Clouser                | (00:01:02) |
| 7  | One love (Extinction remix)                | Aiden vs. The Legion of Doom   | (00:03:44) |
| 8  | Deathcar                                   | Fightstar                      | (00:03:40) |
| 9  | I, suicide                                 | Throwdown                      | (00:03:18) |
| 10 | White rabbit (SPC Eco mix)                 | Collide                        | (00:04:24) |
| 11 | Paralyzed                                  | Chimaira                       | (00:02:49) |
| 12 | Laser tunnels                              | Charlie Clouser                | (00:00:10) |
| 13 | Asleep on the frontlines (Appliantz remix) | The Bled The Bled              | (00:05:15) |
| 14 | Catch me                                   | City Sleeps                    | (00:03:04) |
| 15 | Contagious                                 | Searchlight                    | (00:04:00) |
| 16 | Scenotaph (DJA Infected remix)             | Emanuel                        | (00:03:59) |
| 17 | Sixth of June                              | It Dies Today                  | (00:03:04) |
| 18 | Wrecking itself taking you with me         | Poison The Well                | (00:02:46) |
| 19 | Convoy                                     | Charlie Clouser                | (00:00:46) |